# 142 (число)
Вижте пояснителната страница за други значения на 142.
142 (сто четиридесет и две) е естествено, цяло число, следващо 141 и предхождащо 143.
Сто четиридесет и две с арабски цифри се записва „142“, а с римски цифри – „CXLII“. Числото 142 е съставено от три цифри от позиционните бройни системи – 1 (едно), 4 (четири), 2 (две).

## Общи сведения
- 142 е четно число.
- 142-рият ден от годината е 22 май.
- 142 е година от Новата ера.